# (5851) Inagawa
(5851) Inagawa est un astéroïde de la ceinture principale.

## Description
(5851) Inagawa est un astéroïde de la ceinture principale. Il fut découvert le 23 février 1991 à Nasukarasuyama par Shigeru Inoda et Takeshi Urata. Il présente une orbite caractérisée par un demi-grand axe de 2,60 UA, une excentricité de 0,18 et une inclinaison de 13,3° par rapport à l'écliptique.

## Compléments